# دنیای قشنگ نو (فیلم ۱۹۹۸)
«دنیای قشنگ نو» (انگلیسی: Brave New World (1998 film)) فیلمی در ژانر علمی–تخیلی است که در سال ۱۹۹۸ منتشر شد. از بازیگران آن می‌توان به پیتر گلگر، لئونارد نیموی، تیم گونی، ریا کایهلستد، و سالی کیرکلند اشاره کرد.